# Liste der Kulturdenkmäler in Hamburg-Heimfeld
Die Liste der Kulturdenkmäler in Hamburg-Heimfeld enthält die in der Denkmalliste ausgewiesenen Denkmäler auf dem Gebiet des Stadtteils Heimfeld der Freien und Hansestadt Hamburg.
Basis ist der Datensatz Denkmalliste Hamburg auf dem Transparenzportal Hamburg. Dieser enthält alle Objekte, die rechtskräftig nach dem Hamburger Denkmalschutzgesetz vom 5. April 2013 unter Denkmalschutz stehen (§ 6 Abs. 1 DSchG HA) oder zumindest zeitweise standen. Die Denkmalliste steht auch als PDF-Dokument zur Verfügung. Alle Denkmäler in Heimfeld, die schon nach dem Denkmalschutzgesetz vom 3. Dezember 1973, zuletzt geändert am 27. November 2007, unter Denkmalschutz standen, sind auch auf der Liste der Kulturdenkmäler im Hamburger Bezirk Harburg zu finden.

## Legende
- ID: Gibt die vom Denkmalschutzamt Hamburg vergebene Objekt-ID (Identifikationsnummer) des Kulturdenkmals an, (in Klammern gegebenenfalls die Denkmalnummer nach altem Denkmalschutzgesetz).
- Adresse: Nennt den Straßennamen und, wenn vorhanden, die Hausnummer des Kulturdenkmals. Die Grundsortierung der Liste erfolgt nach dieser Adresse.
- Art: Zeigt an, ob es ein Objekt („O“) oder ein Ensemble („E“) ist.
- Datierung: Gibt die Datierung an; das Jahr der Fertigstellung bzw. den Zeitraum der Errichtung.
- Ensemble: Gibt die Nummer des Ensembles an, zu der das Objekt gehört, bzw. bei Ensembles die Nummer des Ensembles selbst.

Hinweis: Die Grundsortierung der Liste erfolgt nach der Adresse und ist alternativ nach ID, Art (Objekt oder Ensemble), Typ, Datierung, Entwurf oder Kurzbeschreibung sortierbar.

| ID           | Adresse | Art | Typ                                                 | Kurzbeschreibung | Datierung                      | Entwurf | Ensemble | Bild |
| ------------ | --- | --- | --------------------------------------------------- | --- | ------------------------------ | --- | -------- | --- |
| 27467        | 1. Hafenstraße 14 (Lage) | O   | Pförtnerhäuschen                                    | | 1958, ca.                      | o. A. |          | |
| 31218        | Alter Postweg 30, 36, 38, Petersweg 2, 4, 6 (Lage) | E   |                                                     | Friedrich-Ebert-Gymnasium Alter Postweg |                                | | 31218    | BW |
| 28308 (551)  | Alter Postweg 30, 36, 38 (Lage) | O   | Schulgebäude                                        | Friedrich-Ebert-Gymnasium | 1929/30                        | Hochbauamt der Stadt Harburg-Wilhelmsburg (van Taack-Takranen, Nicolas (Entwurf)/Kleeberg, Otto (Fertigstellung))                         | 31218    | weitere Bilder |
| 28295        | Alter Postweg 46 (Lage) | O   | Kirchengebäude                                      | St. Paulus-Kirche | 1906/07                        | Groothoff, Hugo |          | weitere Bilder |
| 31214        | Alter Postweg 55, 58 (Lage) | E   |                                                     | Alter Postweg 55, 58 |                                | | 31214    | BW |
| 28294        | Alter Postweg 55 (Lage) | O   | Wohngeschäftshaus                                   | | 1909                           | Henniger, Otto | 31214    | |
| 28293 (1828) | Alter Postweg 58 (Lage) | O   | Wohngeschäftshaus                                   | | 1910                           | o. A. | 31214    | |
| 31213        | Alter Postweg 75, 77, 79, 81, 83, 85 (Lage) | E   |                                                     | Alter Postweg 75-85 |                                | | 31213    | |
| 28292        | Alter Postweg 75 (Lage) | O   | Siedlungsbau                                        | | 1926                           | Ophoff, Theodor | 31213    | |
| 28310        | Alter Postweg 77 (Lage) | O   | Siedlungsbau                                        | | 1926                           | Ophoff, Theodor | 31213    | |
| 28311        | Alter Postweg 79 (Lage) | O   | Siedlungsbau                                        | | 1926                           | Ophoff, Theodor | 31213    | |
| 28312        | Alter Postweg 81 (Lage) | O   | Siedlungsbau                                        | | 1926                           | Ophoff, Theodor | 31213    | |
| 28313        | Alter Postweg 83 (Lage) | O   | Siedlungsbau                                        | | 1926                           | Ophoff, Theodor | 31213    | |
| 28314        | Alter Postweg 85 (Lage) | O   | Siedlungsbau                                        | | 1926                           | Ophoff, Theodor | 31213    | |
| 28291        | Am Radeland 125 (Lage) | O   | Verwaltungsgebäude                                  | Tempo-Werke, ehem. | 1950/51                        | Koch & Höger (Koch, Otto/Höger, Hermann)                                                                                                  |          | |
| 31114        | An der Rennkoppel 2, Heimfelder Straße 12, 14, 16, 18, 20, Woellmerstraße 4, 6, 8, 10, 12 (Lage) | E   |                                                     | Siedlung Heimfelder Straße / Woellmerstraße |                                | | 31114    | |
| 28288        | An der Rennkoppel 2 (Lage) | O   | Siedlungsbau                                        | | 1922                           | Stadtbauamt Harburg | 31114    | |
| 31115        | Bansenstraße 1, 2, 3, 4, 5, 5a, 5b, 6, 7, 8, 9, 10, Heimfelder Straße 15, 17, Meyerstraße 26 (Lage) | E   |                                                     | Bansenstraße / Heimfelder Straße / Meyerstraße |                                | | 31115    | BW |
| 28263        | Bansenstraße 1 (Lage) | O   | Etagenhaus                                          | | 1904                           | o. A. | 31115    | BW |
| 28264        | Bansenstraße 2 (Lage) | O   | Etagenhaus                                          | | 1905                           | Pape, Peter | 31115    | BW |
| 27207        | Bansenstraße 3 (Lage) | O   | Etagenhaus                                          | | 1904                           | o. A. | 31115    | BW |
| 28269        | Bansenstraße 4 (Lage) | O   | Etagenhaus                                          | | 1906                           | o. A. | 31115    | BW |
| 28290        | Bansenstraße 5 (Lage) | O   | Etagenhaus                                          | | 1905; 1906; 1907               | o. A. | 31115    | BW |
| 23106        | Bansenstraße 5a (Lage) | O   | Etagenhaus                                          | | 1906                           | Augustin, Karl | 31115    | BW |
| 28700        | Bansenstraße 5b (Lage) | O   | Etagenhaus                                          | | 1907                           | | 31115    | BW |
| 28275        | Bansenstraße 6 (Lage) | O   | Etagenhaus                                          | | 1904–07, ca.                   | o. A. | 31115    | BW |
| 28272        | Bansenstraße 7 (Lage) | O   | Etagenhaus                                          | | 1906                           | Meins, Siegfried | 31115    | BW |
| 28271        | Bansenstraße 8 (Lage) | O   | Etagenhaus                                          | | 1906                           | Meyer, Carl | 31115    | BW |
| 28273        | Bansenstraße 9 (Lage) | O   | Etagenhaus                                          | | 1907                           | Meins, Siegfried | 31115    | BW |
| 23105        | Bansenstraße 10 (Lage) | O   | Etagenhaus                                          | | 20. Jh., Anfang                | | 31115    | BW |
| 28270        | Bissingstraße 31 (Lage) | O   | Kinderheim/Kindergarten                             | | 1939                           | Stadtbauamt Wilhelmsburg, Hochbauamt |          | |
| 31165        | Bissingstraße o.Nr., Buxtehuder Straße o.Nr., Helmsweg o.Nr., Schwarzenberg o.Nr., Alter Soldatenfriedhof im Schwarzenbergpark, Schwarzenbergstraße o.Nr., o.Nr., o.Nr., zwischen Nr. 74 und 80, Seehafenbrücke o.Nr., Schwarzenbergpark (Lage) | E   | Park                                                | Schwarzenbergpark | 17.–20. Jh.                    | | 31165    | [[Vorlage:Bilderwunsch/code!/C:53.46528,9.97138!/D:Bissingstraße o.Nr., Buxtehuder Straße o.Nr., Helmsweg o.Nr., Schwarzenberg o.Nr., Alter Soldatenfriedhof im Schwarzenbergpark, Schwarzenbergstraße o.Nr., o.Nr., o.Nr., zwischen Nr. 74 und 80, Seehafenbrücke o.Nr., Schwarzenbergpark!/\|BW]] |
| 27906 (217)  | Bissingstraße o.Nr., Buxtehuder Straße o.Nr., Helmsweg o.Nr., Schwarzenbergstraße o.Nr., Seehafenbrücke o.Nr. (Lage) | O   | Park                                                | Schwarzenbergpark | 1836, ab                       | | 31165    | BW |
| 28268        | Bostelbeker Hauptdeich 2 (Lage) | O   | Bahngebäude, Lokschuppen/Werkstatt                  | | o. A.                          | o. A. |          | |
| 29870        | Buxtehuder Straße 48 (Lage) | O   | Villa; Einfriedung; Garten                          | Gebäude mit Einfriedung und Garten | 1899                           | Martens, Walter |          | BW |
| 31117        | Buxtehuder Straße 49, 51, 53, 55, 57, 59 (Lage) | E   |                                                     | Buxtehuder Straße 49-59 |                                | | 31117    | BW |
| 28307        | Buxtehuder Straße 49 (Lage) | O   | Einfamilienhaus                                     | | 1877                           | Jacoby, W. | 31117    | BW |
| 28297        | Buxtehuder Straße 51 (Lage) | O   | Etagenhaus                                          | | 1884–86                        | o. A. | 31117    | BW |
| 26274        | Buxtehuder Straße 53 (Lage) | O   | Etagenhaus                                          | | 1884–86                        | o. A. | 31117    | BW |
| 26275        | Buxtehuder Straße 55 (Lage) | O   | Etagenhaus                                          | | 1884–86                        | o. A. | 31117    | BW |
| 26276        | Buxtehuder Straße 57 (Lage) | O   | Etagenhaus                                          | | 1884–86                        | o. A. | 31117    | BW |
| 27208        | Buxtehuder Straße 59 (Lage) | O   | Zweifamilienhaus (vermutl.)                         | | 1900                           | o. A. | 31117    | BW |
| 27209        | Buxtehuder Straße 100 (Lage) | O   | Mehrfamilienhaus                                    | | 1900, um                       | o. A. |          | |
| 31118        | Denickestraße 46, 48, 50, 52, 54, 56, 58, 60, 62, 64, 66, 68, 70, 72, Thörlstraße 17, 19, 21, Thörlweg 1, 2, 3, 4, 5, 6, 7, 8 (Lage) | E   |                                                     | Denickestraße / Thörlweg / Thörlstraße |                                | | 31118    | BW |
| 27210        | Denickestraße 46 (Lage) | O   | Werkswohnhaus                                       | | 1940, ab                       | Schultz, Henry/Schultz, Hans | 31118    | |
| 26286        | Denickestraße 48 (Lage) | O   | Werkswohnhaus                                       | | 1940, ab                       | Schultz, Henry/Schultz, Hans | 31118    | |
| 26287        | Denickestraße 50 (Lage) | O   | Werkswohnhaus                                       | | 1940, ab                       | Schultz, Henry/Schultz, Hans | 31118    | |
| 26288        | Denickestraße 52 (Lage) | O   | Werkswohnhaus                                       | | 1940, ab                       | Schultz, Henry/Schultz, Hans | 31118    | |
| 26289        | Denickestraße 54 (Lage) | O   | Werkswohnhaus                                       | | 1940, ab                       | Schultz, Henry/Schultz, Hans | 31118    | |
| 26290        | Denickestraße 56 (Lage) | O   | Werkswohnhaus                                       | | 1940, ab                       | Schultz, Henry/Schultz, Hans | 31118    | |
| 26291        | Denickestraße 58 (Lage) | O   | Werkswohnhaus                                       | | 1940, ab                       | Schultz, Henry/Schultz, Hans | 31118    | |
| 28316        | Denickestraße 60 (Lage) | O   | Werkswohnhaus                                       | | 1940, ab                       | Schultz, Henry/Schultz, Hans | 31118    | |
| 28317        | Denickestraße 62 (Lage) | O   | Werkswohnhaus                                       | | 1940, ab                       | Schultz, Henry/Schultz, Hans | 31118    | |
| 28318        | Denickestraße 64 (Lage) | O   | Werkswohnhaus                                       | | 1940, ab                       | Schultz, Henry/Schultz, Hans | 31118    | |
| 28319        | Denickestraße 66 (Lage) | O   | Werkswohnhaus                                       | | 1940, ab                       | Schultz, Henry/Schultz, Hans | 31118    | |
| 28320        | Denickestraße 68 (Lage) | O   | Werkswohnhaus                                       | | 1940, ab                       | Schultz, Henry/Schultz, Hans | 31118    | |
| 28321        | Denickestraße 70 (Lage) | O   | Werkswohnhaus                                       | | 1940, ab                       | Schultz, Henry/Schultz, Hans | 31118    | |
| 28322        | Denickestraße 72 (Lage) | O   | Werkswohnhaus                                       | | 1940, ab                       | Schultz, Henry/Schultz, Hans | 31118    | |
| 29860        | Eißendorfer Pferdeweg 16 (Lage) | O   | Villa; Einfriedung; Vorgarten                       | Villa mit Einfriedung und Vorgarten | 1949/50                        | Jungnickel, Otto |          | |
| 29869        | Eißendorfer Pferdeweg 22a (Lage) | O   | Villa; Vorgarten; Einfriedung                       | Villa mit Einfriedung und Vorgarten | 1951                           | Klophaus, Rudolf |          | |
| 29868        | Eißendorfer Pferdeweg 34 (Lage) | O   | Villa; Vorgarten                                    | Villa mit gebäudeangrenzendem Vorgartenstreifen | 1910                           | Distel & Grubitz (Distel, Hermann/Grubitz, August)                                                                                        |          | |
| 29735        | Eißendorfer Pferdeweg 38 (Lage) | O   | Villa; Vorgarten                                    | Villa mit Vorgarten | 1912                           | Mahlmann, Heinrich |          | |
| 29861        | Eißendorfer Pferdeweg 40 (Lage) | O   | Villa; Garten; Einfriedung                          | Villa, Garten und Einfriedigung | 1911                           | Prien, August |          | |
| 29734 (1820) | Gerlachstraße 3 (Lage) | O   | Villa; Vorgarten; Einfriedung                       | Villa mit Einfriedung und Vorgarten | 1910                           | Theil, Eduard/Theil, Ernst |          | |
| 28299        | Grumbrechtstraße 12 (Lage) | O   | Villa                                               | | 1904                           | Schleicher, W. |          | |
| 29867        | Grumbrechtstraße 63 (Lage) | O   | Schulanlage                                         | Schulanlage mit mehrgeschossigem Trakt mit Pausenhalle, Klassen- und Verwaltungsräumen, Klassenpavillons, Turnhalle und überdachten Verbindungsgängen zwischen den Gebäuden | 1960, um                       | Hochbauamt |          | |
| 29866        | Haakestraße 17 (Lage) | O   | Etagenhaus; Einfriedung; Vorgarten                  | Gebäude mit Einfriedung und Vorgarten | 1908                           | o. A. |          | |
| 29865        | Haakestraße 25 (Lage) | O   | Villa; Vorgarten; Einfriedung                       | Villa mit Einfriedung und Vorgarten | 1904                           | Dierk, Theodor |          | |
| 29864        | Haakestraße 30 (Lage) | O   | Mehrfamilienhaus                                    | Wohnhaus mit Einfriedung und Vorgarten | 1897                           | o. A. |          | |
| 29863        | Haakestraße 32 (Lage) | O   | Zweifamilienhaus                                    | Haus mit Einfriedung und Vorgarten | 1898                           | o. A. |          | |
| 29862        | Haakestraße 45 (Lage) | O   | Etagenhaus; Einfriedung; Vorgarten                  | Etagenhaus mit Einfriedung und Vorgarten | 1905                           | o. A. |          | |
| 28309 (1114) | Hans-Dewitz-Ring 1 Vor den Gebäuden, 5 Vor den Gebäuden (Lage) | O   | Treppenanlage                                       | Treppenanlage auf dem ehem. Gelände der Scharnhorst-Kaserne | 1936                           | |          | BW |
| 27468        | Heimfelder Straße 12 (Lage) | O   | Siedlungsbau                                        | | 1922                           | Stadtbauamt Harburg | 31114    | |
| 26277        | Heimfelder Straße 14 (Lage) | O   | Siedlungsbau                                        | | 1922                           | Stadtbauamt Harburg | 31114    | |
| 27469        | Heimfelder Straße 15 (Lage) | O   | Etagenhaus                                          | | 1905                           | Pape, Peter | 31115    | BW |
| 26278        | Heimfelder Straße 16 (Lage) | O   | Siedlungsbau                                        | | 1922                           | Stadtbauamt Harburg | 31114    | |
| 27470        | Heimfelder Straße 17 (Lage) | O   | Etagenhaus                                          | | 1904                           | Pape, Peter | 31115    | BW |
| 26279        | Heimfelder Straße 18 (Lage) | O   | Siedlungsbau                                        | | 1922                           | Stadtbauamt Harburg | 31114    | |
| 26280        | Heimfelder Straße 20 (Lage) | O   | Siedlungsbau                                        | | 1922                           | Stadtbauamt Harburg | 31114    | |
| 27471        | Heimfelder Straße 42 (Lage) | O   | Wohnwirtschaftsgebäude                              | | 1815, um                       | o. A. |          | |
| 27472 (1435) | Heimfelder Straße 47 (Lage) | O   | Villa                                               | | 1909                           | Theil, Eduard/Theil, Ernst |          | |
| 31116        | Heimfelder Straße 69, 71 (Lage) | E   |                                                     | Heimfelder Straße 69-71 |                                | | 31116    | |
| 27473        | Heimfelder Straße 69 (Lage) | O   | Mehrfamilienhaus                                    | | 1911                           | Mahlmann, Heinrich | 31116    | |
| 28063        | Heimfelder Straße 71 (Lage) | O   | Mehrfamilienhaus                                    | | 1911                           | Mahlmann, Heinrich | 31116    | |
| 28289        | Heimfelder Straße 96 (Lage) | O   | Zweifamilienhaus                                    | | 1935                           | Augustin, Karl |          | |
| 29859        | Heimfelder Straße 97 (Lage) | O   | Zweifamilienhaus; Einfriedung; Vorgarten            | Haus mit Einfriedung und Vorgarten | 1904                           | Heuer, Wilhelm u. a. |          | BW |
| 29857        | Hugo-Klemm-Straße 13 (Lage) | O   | Zweifamilienhaus (vermutl.); Einfriedung; Vorgarten | Haus mit Einfriedung und Vorgarten | 1934                           | Ophoff, Theodor |          | |
| 29856        | Hugo-Klemm-Straße 61 (Lage) | O   | Zweifamilienhaus (vermutl.); Einfriedung; Vorgarten | Haus mit Einfriedung und Vorgarten | 1914                           | Prien, August |          | BW |
| 28298 (1612) | Konsul-Ritter-Straße o.Nr. (Lage) | O   | Straßenbrücke                                       | Holzhafenbrücke | 1929/30                        | o. A. |          | |
| 31210        | Kuhtrift 14, 16, 17, 18, 20a, neben Nr. 16 (Lage) | E   |                                                     | Munitionsbunker Kuhtrift |                                | | 31210    | BW |
| 28067        | Kuhtrift 14 (Lage) | O   | Luftschutzbau, Munitionsbunker                      | | 1936, ab                       | o. A. | 31210    | |
| 28064        | Kuhtrift 16 (Lage) | O   | Luftschutzbau, Munitionsbunker                      | | 1936, ab                       | o. A. | 31210    | |
| 28274        | Kuhtrift neben Nr. 16 (Lage) | O   | Luftschutzbau, Munitionsbunker                      | | 1936, ab                       | o. A. | 31210    | |
| 28068        | Kuhtrift 17 (Lage) | O   | Luftschutzbau, Munitionsbunker                      | | 1936, ab                       | o. A. | 31210    | |
| 28065        | Kuhtrift 18 (Lage) | O   | Luftschutzbau, Munitionsbunker                      | | 1936, ab                       | o. A. | 31210    | |
| 28066        | Kuhtrift 20a (Lage) | O   | Luftschutzbau, Munitionsbunker                      | | 1936, ab                       | o. A. | 31210    | |
| 29872 (977)  | Lauenbrucher Deich 12 (Lage) | O   | Fabrikanlage; Straße; Pflaster; Gleise              | Fabrikanlage G.L. Gaiser & Co. mit zwei Fabrikgebäuden und der internen historischen Fabrikstraße mit Pflaster und Gleisen                                                  | 1859; 1900                     | Nicht ermittelt; Hagemann, Heinrich Carl (Erw., Teile); Prien, Aug. (Erw., Teile)                                                         |          | BW |
| 31216        | Meyerstraße 1, 3 (Lage) | E   |                                                     | Meyerstraße 1, 3 |                                | | 31216    | BW |
| 28300        | Meyerstraße 1 (Lage) | O   | Etagenhaus                                          | | 1906                           | o. A. | 31216    | |
| 28301        | Meyerstraße 3 (Lage) | O   | Etagenhaus                                          | | 1900                           | Augustin, Karl | 31216    | |
| 31217        | Meyerstraße 10, 12, 15, 17 (Lage) | E   |                                                     | Meyerstraße 10, 12, 15, 17 |                                | | 31217    | BW |
| 28302        | Meyerstraße 10 (Lage) | O   | Etagenhaus                                          | | 1889                           | | 31217    | |
| 28303        | Meyerstraße 12 (Lage) | O   | Etagenhaus                                          | | 1901, um                       | o. A. | 31217    | |
| 28304        | Meyerstraße 15 (Lage) | O   | Etagenhaus                                          | | 1899                           | o. A. | 31217    | |
| 28305        | Meyerstraße 17 (Lage) | O   | Etagenhaus                                          | | 1897                           | o. A. | 31217    | |
| 28306 (1903) | Meyerstraße 26 (Lage) | O   | Etagenhaus                                          | | 1904–07, ca.                   | o. A. | 31115    | |
| 29871        | Meyerstraße 33a, 35 (Lage) | O   | Doppelhaus                                          | Doppelhaus mit Einfriedung und Vorgarten | 1937                           | Meyer, Hans |          | BW |
| 28265        | Moorburger Straße 16 Haus 001 (Lage) | O   | Verwaltungsgebäude                                  | Ebano-Asphaltwerke, ehem. | 1928                           | Prien, August; Bomhoff, Heinrich; Schöne, Hermann (Erw. 1935); Puls & Richter (Instands./Erw. 1950)                                       |          | BW |
| 27206        | Moorburger Straße 16 Haus 073 (Lage) | O   | Luftschutzbau, Personenschutzbunker (Werkschutz)    | | 1941, ca.                      | o. A. |          | |
| 31209        | Nobleestraße 13, 13a, 15 (Lage) | E   |                                                     | Siedlung Nobléestraße 13-15 |                                | | 31209    | BW |
| 26268        | Nobleestraße 13 (Lage) | O   | Siedlungsbau                                        | | 1920er Jahre                   | nicht ermittelbar; Schrieber (Nr. 13); Wülfken (1948, Wiederaufbau)                                                                       | 31209    | BW |
| 28262        | Nobleestraße 13a (Lage) | O   | Siedlungsbau                                        | | 1920er Jahre                   | nicht ermittelbar | 31209    | |
| 26267        | Nobleestraße 15 (Lage) | O   | Siedlungsbau                                        | | 1920er Jahre                   | nicht ermittelbar | 31209    | |
| 26266 (551)  | Petersweg 2, 4, 6 (Lage) | O   | Veranstaltungshalle                                 | Friedrich-Ebert-Gymnasium | 1929/30                        | Hochbauamt der Stadt Harburg-Wilhelmsburg (van Taack-Takranen, Nicolas (Entwurf)/Kleeberg, Otto (Fertigstellung))                         | 31218    | |
| 27474        | Seehafenstraße 2 (Lage) | O   | Fassaden                                            | Harburger Leinöl- und Firnisfabrik Brinckman & Co. GmbH, Fabrikanlage | 1896, ab (Gründung der Fabrik) | Distel & Grubitz (Distel, Hermann/Grubitz, August) u. a. (Teile, 1921–23); Rauft, Paul (Teile, 1921?); Prien, Aug. (Teile, 1911, 1935–38) |          | BW |
| 28283        | Seehafenstraße 24 (Lage) | O   | Verwaltungsgebäude                                  | | 1952                           | Puls & Richter (Puls, Alfred/Richter, Emil)                                                                                               |          | |
| 31215        | Stader Straße 120, 122, 124, 126, 128 (Lage) | E   |                                                     | Stader Straße 120-128 |                                | | 31215    | |
| 28296        | Stader Straße 120 (Lage) | O   | Siedlungsbau                                        | | 1926/27                        | Hinrichs, Georg (1926–27); Schrieber; Wülfken (Wiederaufbau 1950)                                                                         | 31215    | BW |
| 26270        | Stader Straße 122 (Lage) | O   | Siedlungsbau                                        | | 1926/27                        | Hinrichs, Georg (1926–27); Schrieber; Wülfken (Wiederaufbau 1950)                                                                         | 31215    | BW |
| 26271        | Stader Straße 124 (Lage) | O   | Siedlungsbau                                        | | 1926/27                        | Hinrichs, Georg (1926–27); Schrieber; Wülfken (Wiederaufbau 1950)                                                                         | 31215    | |
| 26272        | Stader Straße 126 (Lage) | O   | Siedlungsbau                                        | | 1926/27                        | Hinrichs, Georg (1926–27); Schrieber; Wülfken (Wiederaufbau 1950)                                                                         | 31215    | |
| 26273        | Stader Straße 128 (Lage) | O   | Siedlungsbau                                        | | 1926/27                        | Hinrichs, Georg (1926–27); Schrieber; Wülfken (Wiederaufbau 1950)                                                                         | 31215    | |
| 26269        | Stader Straße 203c (Lage) | O   | Krankenhausgebäude, Bettenhaus                      | durch Neubau ersetzt | 1958–61                        | Fricke, Wilhelm |          | BW |
| 28277        | Stader Straße 203c (Lage) | O   | Villa                                               | Meyersche Villa, ehem. (Krankenhaus Maria Hilf) | 19. Jh., letztes Drittel       | Fricke, Wilhelm (Erw. 1958–61) |          | |
| 28565 (1565) | Stader Straße 203d (Lage) | O   | Landhaus, Villa, Cottage                            | | 1906                           | |          | |
| 31211        | Stader Straße 258a, 260, 262, 264 (Lage) | E   |                                                     | Stader Straße 258a-264 |                                | | 31211    | BW |
| 28278        | Stader Straße 258a (Lage) | O   | Zweifamilienhaus                                    | | 1927                           | Schnell, Eugen | 31211    | BW |
| 28279        | Stader Straße 260 (Lage) | O   | Einfamilienhaus                                     | | 1926                           | Schnell, Eugen | 31211    | BW |
| 28280        | Stader Straße 262 (Lage) | O   | Zweifamilienhaus                                    | | 1927                           | Schnell, Eugen | 31211    | BW |
| 28281        | Stader Straße 264 (Lage) | O   | Einfamilienhaus                                     | | 1927                           | Schnell, Eugen | 31211    | BW |
| 31212        | Thörlstraße 11, 13 (Lage) | E   |                                                     | Thörlstraße 11, 13 |                                | | 31212    | BW |
| 28282        | Thörlstraße 11 (Lage) | O   | Etagenhaus                                          | | 1935                           | Bayr, Josef | 31212    | BW |
| 28062        | Thörlstraße 13 (Lage) | O   | Etagenhaus                                          | | 1935                           | Bayr, Josef | 31212    | BW |
| 28276        | Thörlstraße 17 (Lage) | O   | Werkswohnhaus                                       | | 1940, ab                       | Bauabteilung des Metallwerks Niedersachsen Brinckman & Mergell; Augustin, Karl (Wiederaufbau 1948)                                        | 31118    | |
| 28323        | Thörlstraße 19 (Lage) | O   | Werkswohnhaus                                       | | 1940, ab                       | Bauabteilung des Metallwerks Niedersachsen Brinckman & Mergell; Augustin, Karl (Wiederaufbau 1948)                                        | 31118    | BW |
| 28324        | Thörlstraße 21 (Lage) | O   | Werkswohnhaus                                       | | 1940, ab                       | Bauabteilung des Metallwerks Niedersachsen Brinckman & Mergell; Augustin, Karl (Wiederaufbau 1948)                                        | 31118    | |
| 28284        | Thörlweg 1 (Lage) | O   | Werkswohnhaus                                       | | 1940, ab                       | Bauabteilung des Metallwerks Niedersachsen Brinckman & Mergell; Augustin, Karl (Wiederaufbau 1948)                                        | 31118    | |
| 28325        | Thörlweg 2 (Lage) | O   | Werkswohnhaus                                       | | 1940, ab                       | Bauabteilung des Metallwerks Niedersachsen Brinckman & Mergell; Augustin, Karl (Wiederaufbau 1948)                                        | 31118    | |
| 28326        | Thörlweg 3 (Lage) | O   | Werkswohnhaus                                       | | 1940, ab                       | Bauabteilung des Metallwerks Niedersachsen Brinckman & Mergell; Augustin, Karl (Wiederaufbau 1948)                                        | 31118    | |
| 28327        | Thörlweg 4 (Lage) | O   | Werkswohnhaus                                       | | 1940, ab                       | Bauabteilung des Metallwerks Niedersachsen Brinckman & Mergell; Augustin, Karl (Wiederaufbau 1948)                                        | 31118    | |
| 28328        | Thörlweg 5 (Lage) | O   | Werkswohnhaus                                       | | 1940, ab                       | Bauabteilung des Metallwerks Niedersachsen Brinckman & Mergell; Augustin, Karl (Wiederaufbau 1948)                                        | 31118    | |
| 28329        | Thörlweg 6 (Lage) | O   | Werkswohnhaus                                       | | 1940, ab                       | Bauabteilung des Metallwerks Niedersachsen Brinckman & Mergell; Augustin, Karl (Wiederaufbau 1948)                                        | 31118    | |
| 28330        | Thörlweg 7 (Lage) | O   | Werkswohnhaus                                       | | 1940, ab                       | Bauabteilung des Metallwerks Niedersachsen Brinckman & Mergell; Augustin, Karl (Wiederaufbau 1948)                                        | 31118    | |
| 28061        | Thörlweg 8 (Lage) | O   | Werkswohnhaus                                       | | 1940, ab                       | Bauabteilung des Metallwerks Niedersachsen Brinckman & Mergell; Augustin, Karl (Wiederaufbau 1948)                                        | 31118    | |
| 28285        | Triftstraße 87 (Lage) | O   | Villa                                               | | 1951                           | Günther, Wolfgang/Hünich, Oskar |          | |
| 28286        | Vahrenwinkelweg 38 (Lage) | O   | Zweifamilienhaus (vermutl.)                         | | 1911/12                        | Wichmann, Hans |          | BW |
| 29858        | Vogelerstraße 26 (Lage) | O   | Einfamilienhaus; Einfriedung; Vorgarten             | Wohngebäude mit Einfriedung und Vorgarten | 1928                           | Ophoff, Theodor |          | |
| 28287 (1452) | Woellmerstraße 1 (Lage) | O   | Schulgebäude                                        | Ehemalige Mädchenschule, seit 2008 von der Michaelschule Harburg genutzt, einer Waldorfschule                                                                               | 1908–10                        | Homann, Friedrich |          | weitere Bilder |
| 26281        | Woellmerstraße 4 (Lage) | O   | Siedlungsbau                                        | | 1922                           | Stadtbauamt Harburg | 31114    | BW |
| 26282        | Woellmerstraße 6 (Lage) | O   | Siedlungsbau                                        | | 1922                           | Stadtbauamt Harburg | 31114    | BW |
| 26283        | Woellmerstraße 8 (Lage) | O   | Siedlungsbau                                        | | 1922                           | Stadtbauamt Harburg | 31114    | BW |
| 26284        | Woellmerstraße 10 (Lage) | O   | Siedlungsbau                                        | | 1922                           | Stadtbauamt Harburg | 31114    | BW |
| 26285        | Woellmerstraße 12 (Lage) | O   | Siedlungsbau                                        | | 1922                           | Stadtbauamt Harburg | 31114    | BW |